# NGC 5474
NGC 5474 је спирална галаксија у сазвежђу Велики медвед која се налази на NGC листи објеката дубоког неба.
Деклинација објекта је + 53° 39' 46" а ректасцензија 14h 5m 1,4s. Привидна величина (магнитуда) објекта NGC 5474 износи 10,6 а фотографска магнитуда 11,3. Налази се на удаљености од 6,400 милиона парсека од Сунца. NGC 5474 је још познат и под ознакама UGC 9013, MCG 9-23-32, CGCG 272-23, PGC 50216.